# 上敷香駅
上敷香駅（かみしすかえき）は、樺太敷香郡敷香町に存在した鉄道省樺太東線の駅。
1941年の開業から1943年の路線延伸までは、日本最北端の駅となっていた。ただし、当駅以北の区間は軍用鉄道として時刻表に掲載されていなかったため、掲載されている範囲では末期まで日本最北端であった。

## 歴史
- 1941年（昭和16年）11月15日 - 樺太庁鉄道樺太東線敷香駅 - 当駅間(21.7km)の開通により設置。
- 1943年（昭和18年）4月1日 - 南樺太の内地化にともない、鉄道省（国有鉄道）に編入。
- 1943年11月16日 - 当駅 - 気屯駅(51.7km)間延伸開業。
- 1945年（昭和20年）8月 - ソ連軍が南樺太へ侵攻、占領し、駅も含め全線がソ連軍に接収される。
- 1946年（昭和21年）
  - 2月1日 - 日本の国有鉄道の駅としては、書類上廃止。
  - 4月1日 - ソ連国鉄に編入。ロシア語駅名は「レオニードヴォ」。

## 運行状況
- 1945年時点で、5-11月は敷香駅との間に1日6往復、12-4月は1日4往復運行されていた。

現在はポロナイスク駅、ポページノ駅発着の1往復のみ停車する。

## 駅周辺
- 上敷香飛行場

## 隣の駅
鉄道省樺太鉄道局
樺太東線
江須駅 - 上敷香駅 - 大木駅